# سقوط الدولة الفاطمية (1170-1171)
سقوط الدولة الفاطمية (1170-1171) من أهم الأحداث التي تلت في اخر عصر في الدولة الفاطمية
عندما وصل الظافر بدين الله إلى الخلافة الفاطمية، حصل خلاف بينه وبين الوزير "شاور بن مجير السعدي" الذي سارع بطلب العون والمساعدة من نور الدين زنكي الموجود في دمشق فلبى الطلب وأرسل له جيشًا بقيادة أسد الدين شيركوه استطاع السيطرة على الدولة الفاطمية عام 559 هجري وتسليمها لشاور الذي انقلب على نور الدين زنكي فأعاد إرسال أسد الدين شيركوه ثانية ليُسيطر على مصر ويُعيّن صلاح الدين الأيوبي أحد القادة المشاركين بالحملة وزيرًا لآخر الخلفاء الفاطميين الناصر لدين الله.
تمكن صلاح الدين الأيوبي، من الاستئثار بمزيدٍ من السلطات وإضعاف مكانة الفاطميين حتى أسقطها عام 1171 أو عام 1174 وبدأ بنشر المذهب السني في مصر من جديد وأصبحت جزءًا من الإسلام الشرقي المتمثل با الدولة العباسية في بغداد.

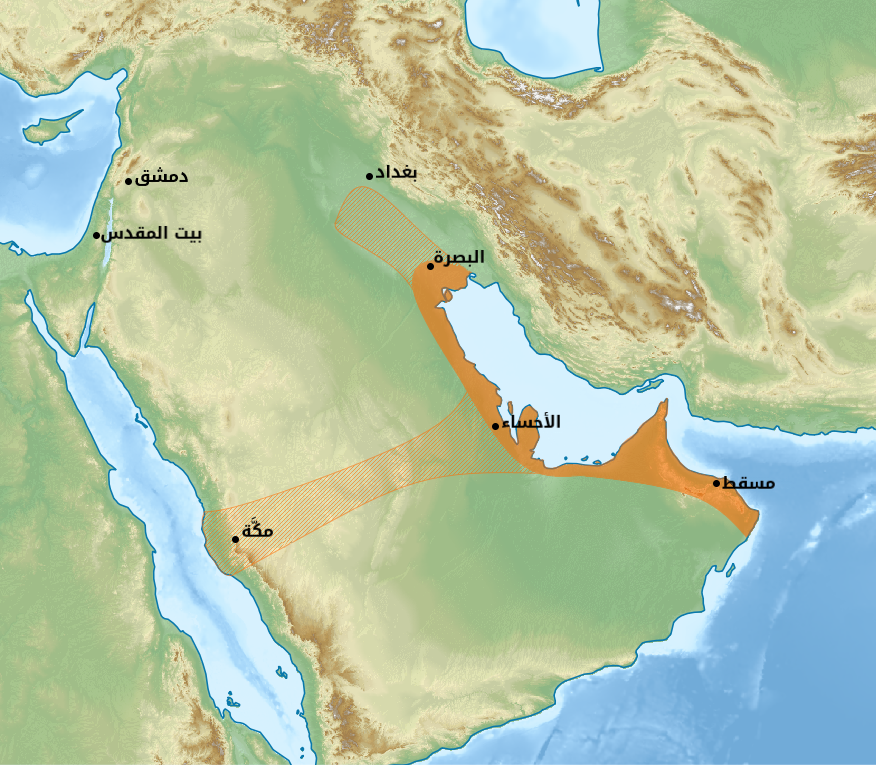
دولة القرامطة، هي دولة تأسست على يد حمدان بن الأشعث الملقب بحمدان قرمط.

وعلى الرغم ان الدول الإسلامية مثل الدولة العباسية و الدولة العيونية و السلاجقة تحالفو مع الفاطميين لسقاط القرامطة ونجحو في ذلك الا ان الطرفان كانو يخضون حرب بعضهم البعض وقد بدت الحرب السلجوقية الفاطمية بين الاثنين وبعد فتره استولو السلاجقه على الحجاز وبعض المخلاف السليماني. الاقليم الكامل وقد ضعفت الدولة الفاطمية في فتره من فترات القرن الحادي العشر. بدأت. الحرب الاهلية الفاطمية وبدو الامراء الفاطميين يصراعون على الحكم. على من يحكم الدولة الفاطمية، وفي عام 1095 قد اجتمع البابا أوربان الثاني، بعد انتصار المسلمين في معركة ملاسكرد وأعلن قيام الثورة الصليبية الأولى للاستعاد القدس وذلك يوهمهم على كنيسة القيامة المكان المقدس لدى المسيحين. وفي أواخر. عام 1099 وقعت معركة عسقلان وتعتبر اخر معارك الحملة الصلبية الأولى بين الدولة الفاطمية و الصلبيين وانتهت المعركة بانتصار الصليبيين وهزيمة عسكرية لدى الفاطميون. وبعدها بدا حصار بيت المقدس (1099م)  وانتصرت القوات الصليبية وتم طرد الفاطميون من الشام و بيت المقدس، بشكل نهائي بعد مافتخه الخليفة المسلم عمر بن الخطاب. وفي عام 1169 تم تعيين صلاح الدين كا وزير للدولة الفاطمية ويعتبر صلاح الدين أول وزير سني للدولة الفاطمية وحتى بلغت الدولة الفاطمية بأقصاء ضعف لديها وفي عام 1170 ميلادي خطط صلاح الدين الأيوبي بسقوط الدولة الفاطمية وتأسيس دولة جديدة وكانت الدولة الفاطمية في أواخر عصرنا تمر بحالة ضعف وعدم أستقرار الامور لديها في الداخل والخارج.
وكان بقاء الخلافة الفاطمية في مصر يمثل مشكلة خطيرة بالنسبة لنور الدين، وهو الحاكم الذي ازدادت علاقته بالخلافة العباسية رسوخاً عقب فرض سيطرته على الموصل سنة ،1171 فكان لا بد من إيجاد حل سريع حاسم لتحديد وضع الخلافة الفاطمية في ظل القوى الجديدة . ولم يكن صلاح الدين في مصر أقل تحمساً من سيده نور الدين بالشام، فقد عرف عن صلاح الدين أنه كان شافعياً حريصاً على تدعيم المذهب الشافعي في البلاد بكل الوسائل . وقد عمل صلاح الدين على تحويل دار المعونة ودار العدل في الفسطاط إلى مدرستين للشافعية، فضلاً عن مدرسة للمالكية بناها صلاح الدين في مكان يعرف بدار الغزل، وهي المدرسة التي عرفت في ما بعد باسم المدرسة القمحية . وكذلك أحلّ صلاح الدين القضاة الشافعية محل

جمع صلاح الدين الأيوبي. جيشه المكون من اكثر 12,000 وتحرك ناحية الشام لمواجهة الفاطميون بعد سقوط الفاطميون في الحجاز ومصر واجزاء من ليبيا والسودان وهروبهم إلى الشام. ووقعت المعركة والتي استمرت لساعات طويلة وقتل في تلك المعركة الخلفية الفاطمي العاضد لدين الله. 
1. ↑  عشماوي، عماد الدين (2015-01). "تاريخ الكفار : الصراع بين عالم المسيحية و عالم الإسلام". أسطور للدراسات التاريخية ع. 1: 200–208. DOI:10.12816/0010917. ISSN:2410-0870. {{استشهاد بدورية محكمة}}: تحقق من التاريخ في: |تاريخ= (مساعدة)
2. ↑  الأنصاري، محمد جابر (22 مايو 1991). "الحملات الإسبانية على الشرق الأندلسي: حلقة مُغْفلة من تاريخ نهاية الأندلس". Al Abhath. ج. 39 ع. 01: 3–20. DOI:10.1163/2589997x-03901002. ISSN:0002-3973.
3. ↑  حسن، جواد كاظم (2018). "المهام غير القضائية للقاضي الفاطمي في الدولة الفاطمية في مصر". مجلة الأطروحة للعلوم الإنسانية: 213. DOI:10.33811/1847-003-009-010.
4. ↑  مشعان، محمود شاكر (2017). "الفاطميون...والطريق التجاري إلى الهند (358 - 567هـ/ 969 - 1171م)". آداب الكوفة: 479. DOI:10.36317/0826-010-032-018.
5. ↑  .، . (2016-12). "مقابلة صحفية مع الفيلسوفة الفرنسية كلود إيمبر (Claude Imbert)". الحكمة ع. 8: 2–18. DOI:10.12816/0048194. ISSN:1112-9662. {{استشهاد بدورية محكمة}}: تحقق من التاريخ في: |تاريخ= (مساعدة) والوسيط |مؤلف= يحوي أسماء رقمية (مساعدة)